# DSA-103
La DSA-103 es una carretera perteneciente a la Red Secundaria de la Diputación Provincial de Salamanca que une la  N-630  con la localidad de Las Torres.

## Origen y Destino
La carretera  DSA-103  tiene su origen en Arapiles en la intersección con la carretera  N-630 , y termina en el casco urbano de Las Torres, formando parte de la Red de carreteras de Salamanca.